# Calamocrinus
Calamocrinus is een geslacht van zeelelies uit de familie Hyocrinidae.

## Soort
- Calamocrinus diomedae Agassiz, 1890